# Equipe sul-africana na Copa Billie Jean King
A equipe sul-africana na Copa Billie Jean King representa a África do Sul na Copa Billie Jean King, principal competição de tênis feminina por equipes do mundo. É administrada pela Tennis South Africa.
Conquistou um título, em 1972.

## Última convocação
Pelo Grupo II da Europa/África, em abril de 2023.
- Isabella Kruger
- Suzanie Pretorius
- Naledi Manyube
- Marilouise Van Zyl